# 幽☆遊☆白書 (スーパーファミコン)
『幽☆遊☆白書』（ゆうゆうはくしょ）は1993年12月22日にナムコ（ナムコット）から発売されたスーパーファミコン用ゲームソフトである。

## 概要
『週刊少年ジャンプ』で連載されていた同名の漫画『幽☆遊☆白書』（1990年 - 1994年）とそのアニメ版を原作とするスーパーファミコン作品第1弾。
ゲームジャンルとしては対戦アクションゲームに近いが、本作品の特徴は当時主流であった2D型対戦格闘ゲームとは異なり「ビジュアルバトル」と呼ばれる本作品独自のシステムを用いて対戦を行う点が挙げられる。このシステムは十字キー4方向（上下左右）と4つのボタン（ABXY）を組み合わせて攻撃・防御・補助などの行動を決定するというもので、シンプルな操作性ながら限られた選択肢と情報から互いの行動を読み合う高い戦略性も秘めている。また、美しいグラフィックとアニメーションによる演出や、アニメ版の声優を起用したキャラクターボイスが豊富に使われている点も特徴の1つであり、原作ファンだけでなくゲーマーからも高い評価を受けた。
一方、攻撃の上下関係が明確で後手に有利な仕様、運要素の強い読み合い戦などから、闇雲なプレイではプレイヤー側が不利になるため、仕様の理解が不可欠。
これらのゲームシステムは後に発売される『幽☆遊☆白書 特別篇』（1994年）にも受け継がれることとなる。
本作におけるストーリーは原作における「霊界探偵篇」から「暗黒武術会篇」までがメインとなるが、「霊界探偵篇」はゲーム独自の展開となっている。
後にニンテンドー3DS用ソフト『バンダイナムコゲームスPRESENTS Jレジェンド列伝』（2013年）に本作品がそのまま収録された。

## ゲーム内容

### ゲームモード
本作品におけるゲーム進行度の管理は、パスワード制が採用されている。パスワードは「ストーリーモード」「フリー対戦モード」共通で使用可能。
ストーリーモード
シナリオやデモムービーを楽しみつつ、次々と登場する敵と戦いながらエンディングを目指すモード。特定のバトルに勝利すると進行状況に応じたパスワードが表示され、ゲームの中断・再開やフリー対戦モードでの追加キャラクターが使用可能になる。
基本的に浦飯チームのキャラクターを使って敵と戦うことになるが、最初の二戦と戸愚呂弟戦は幽助固定となり、ゲーム後半は原作の流れに沿って幽助と幻海が使えない時がある。また、一つのシーンで敵味方共に同じキャラクターが連戦すると体力が完全に回復しないという特別ルールが存在する。
なお、ストーリーは「霊界探偵篇」は原作とは大幅に展開が変更されている。
フリー対戦モード
使用キャラクターを選択し、ほかのプレイヤーもしくはCPUと自由に対戦することができるモード。1対1で対戦を行う「タイマン勝負」と、使用キャラクターを5人ずつ選び、三本先取制の対戦を行う「チーム戦」がある。最初から使用できるキャラクターは「浦飯チーム」の5人だけだが、ストーリーモードで表示されるパスワードを入力することで、使用可能なキャラクターを増やすことが可能。チーム戦についても使用可能なキャラクターが計10人を超えた時点で選択可能となる。
また、パスワード入力画面において特定の条件を満たすことでプレイが可能となる隠しモード「熱闘!激闘!!首くくり島!!!」も存在する。

### システム

#### 基本ルール
ゲームの流れ
バトルはリアルタイム型のターン制で行われ、1ターン内にお互いがそのターンに取る行動を選択し、先に相手の体力ゲージをゼロにしたほうが勝者となる。本作品における対戦時の行動は全て十字キーと各ボタンの組み合わせ（コマンド入力）によって行われ、一般的に通常攻撃や必殺技と呼ばれるものはもちろん防御やジャンプなどの動作もコマンド入力で発動するようになっている。コマンドの種類は大別して「パンチ」「防御」「霊撃」「技」の4つに分かれる（後述）。
行動は先手ジャンプを除き、前半アニメで実行の準備段階に入り、後半アニメで実際に実行し、霊撃と技の場合は霊力（技力）を消費する（前半アニメの段階だと消費しない）。
なお、先手・後手の違いはあるが攻守については明確には分かれておらず、相手が攻撃体勢を取った後にこちらも攻撃体勢を取ることも可能である。ただし、先手を取った方が判定処理で有利になる。
互いの行動が飛びか地上同士、先手が地上で後手が飛びだった場合はお互いが攻撃を繰り出した後、互いの命中判定が行われるが先手側の行動が後半アニメにまで達した状態で後手が行動決定した場合、完全先手と完全後手となり、後手側が大幅に不利になる判定補正が入るだけでなく、以下の処理が行われる。
- お互いに飛びか地上同士、または先手が地上で後手が飛び…お互いに判定処理が行われるが後手が大幅に不利。後の特別篇では違った処理がなされる。
- それ以外…完全先手側の行動および攻撃が確実に成立。完全後手側は相手の即効効果、または攻撃の回避処理を行ってから行動する。その仕様上、相手より高い優先度の行動を行っても絶対に止めることができない。

また、攻撃の判定処理は全部で3つあり、以下の通り。
- 直撃…受けるダメージとバランス減少がそのまま反映される。もし後半アニメに達してなかった場合は行動そのものが中断される。
- 掠った…ダメージとバランス減少は発生するが、直撃するより大幅に軽い。また、後半アニメに達してなく、バランスの減少でふっとんでダウンしなかった場合はそのまま行動実行に入る。
- 完全回避…完全にノーダメージ。後半アニメに達していなかった場合は無条件で行動実行に入る。

もし後半アニメが終わっても行動を決定しなかった場合は無行動となり、よほど相手がゲージを溜めずに行動してない限り、確実に攻撃が直撃する。
ジャンプ
全キャラクター共通の「技」で、一定時間空中に移動する。空中にいる間は地上からの接触属性・地上属性の攻撃を無効化できるほか、地上への接触攻撃を繰り出した際に攻撃力が1.5倍に増加するなどの有利な効果が得られる。ジャンプ状態は、接触攻撃を出す、相手の攻撃が直撃する、一定時間経過するなどで着地して終了となるが、何もしない状態で地上に落下する際には大きな隙が存在し、一時的に防御を含む全ての入力を受け付けない危険な状態となる。また、相手の攻撃に合わせてジャンプすることもできるが、この時に攻撃が直撃するとどんな時でも必ずダウンしてしまう。
バランス
キャラクターに設定されている内部ステータスの1つ。防御せずに相手の攻撃を受けていると次第に体勢（バランス）が崩れていき、限界に達すると吹っ飛んでダウン状態になる。ダウン状態時は防御を含めたコマンド入力を一切受け付けなくなるほか、この状態のときに相手に自分即効以外の攻撃を出されると起きること自体はできるものの、無行動として処理されるため、非常に危険な状態といえる。バランスの耐久値は画面内に表示されないものの、限界が近くなると「おっと、よろめいた!」のメッセージで確認できるほか、防御行動の「受ける」で相手の攻撃をしっかり受け止めることによって回復が可能となっている。
攻撃、行動の種類
攻撃には内部的に「属性」が設定されており、特殊効果や攻撃速度（優先度）などが異なる。属性には以下のものがある。
行動の優先度はガード・吸収を除けば「飛び＝先手地上＞伸び＞空中接触＞後手地上＞接触＞即効」の順になっている。
- 飛び…「飛び霊気」「飛び物」の2種類が存在。遠距離から飛び道具を放つ攻撃で、優先度が最も高い。

- 飛び霊気…霊気などのオーラを飛ばして攻撃する属性。「返し」属性の霊撃で反射される可能性がある。
- 飛び物…武器や衝撃波などの物質を飛ばして攻撃する属性。「飛び霊気」と違って返されることはない。

- 伸び…手元から武器や霊気、体の一部などを伸ばして相手を攻撃する属性。優先度は「飛び」より低く「接触」より高い。
- 接触…接近戦で相手を直接攻撃する属性。優先度は最も低く、全キャラクター共通アクションの「パンチ」もこれに含まれる。地上から空中への相手に当てることはできないが、空中から地上の相手に繰り出すと威力が上昇する性質がある。
- 地上…相手が地上にいるときのみ攻撃が命中する攻撃属性で判定が直撃と完全回避しかない。ジャンプで簡単に避けられてしまうが通常防御行動に対して確定で直撃させることができる。自身が空中にいるときに使うと、後半アニメで着地してから攻撃を繰り出す。
- 即効…攻撃性能はないが、なんらかの補助効果を持つ属性。後半アニメまでいけば確実に効果を発揮するのが特徴。即効はさらに二種類に分かれていて、自分に影響を与える自分即効、相手に影響を与える相手即効があり、相手即効は相手がダウンしている時に使うと起こしてしまう。
- 返し…一部の霊撃に付加されている隠し属性。相手が「飛び霊気」の霊撃を出していると、それを跳ね返す技に変化する。
- ガード・吸収…鈴駒・陣・死々若丸（技になるが鈴木）だけが持っている防御系霊撃。成功すれば相手の攻撃を無効化、または掠る程度で済ます。また、死々若丸と鈴木は吸収属性で、成功と同時に相手の霊気（妖気）を減らすことができる。

#### バトル画面
闘気メーター
キャラクターの下に表示されるメーターのこと。攻撃や防御などのあらゆる行動に影響し、メーターの量が多ければ多いほど本来の性能（威力・成功率・回避など）を発揮できる。例外として即効成立（地上直撃による状態変化）時の効果は持続ダメージ（回復）を除いてゲージ量問わず一律固定となっている（回避は影響する）。十字キーを押し続けている間上昇していくが、コマンドの種類によってメーターの溜まる速度が異なり「防御」が最も速く「パンチ」「技」「霊撃」の順に溜まるのが遅くなる。相手の行動が後半アニメの終わり際になっても入力しなかった場合は無行動となるほか、全くゲージを溜めずに攻撃行動をしてもごく一部の例外を除いて絶対に当たらないため、状況に応じて行動を切り替えるか、メーター量が途中でもどれくらい溜めてからコマンドを確定するかの判断が求められる。
霊界水晶玉
画面下部中央に表示されているウィンドウのこと。ターン開始時に「霊気玉の素」や「アイテム」が映し出され、表示されたものはそのターンでの攻防に勝利した側のプレイヤーが得ることができる。なお、表示されるものはランダムで決まる。
霊気玉
技や霊撃の発動に必要な「技ゲージ」「霊撃ゲージ」の補填に必要となるもの。最大6つまでストックが可能で、霊気玉1つにつき「技ゲージ」「霊撃ゲージ」どちらか片方を1ポイント回復することができる。なお、獲得した霊気玉の素が霊気玉に変換されるまでにはわずかに時間を要するため、攻撃を成功させた側が次々と霊撃ゲージを回復し、一方的に強力な霊撃を連発することは難しくなっている。
アイテム
戦闘を有利に運ぶことができるアイテム。霊気玉とは別の場所に最大1つまでストックすることが可能。アイテムは以下の3種類が存在し、そこからさらに効果量の異なる大・小が存在する。
- 愛（赤）…使用者の体力を回復させる。また、幽助、桑原、蔵馬、飛影使用時は専用の演出が発生する。
- 技（緑）…使用者の技ゲージを回復させる。
- 霊（黄）…使用者の霊撃ゲージを回復させる。

#### コマンド
パンチ
右キーに対応。ゲージの溜まる速度は「速い」。ボタンとの組み合わせでパンチの種類と強弱を選択できる。接触属性の攻撃を繰り出し、相手にダメージを与える。霊撃と比べると攻撃力や成功率は劣るが、動作時間が短く霊気玉も必要としないので制限なく使用することが可能。パンチにも強弱のほかにパンチの属性があり、AとBボタンが下属性のアッパー、XとYが上属性のストレートとなっている。
- A(X)ボタン…強パンチ。攻撃力と奪バランスが高いが命中率は低い。
- B(Y)ボタン…弱パンチ。命中率が高く、強パンチより前半アニメが短いので相手を無行動にさせやすいが、攻撃力と奪バランスが低い。

防御
左キーに対応。ゲージの溜まる速度は「最も速い」。相手が攻撃動作に移ったときのみ可能。ボタンとの組み合わせで相手の攻撃に対する防御動作を選択でき、適切なものを選べれば防御の成功率を上げることができる。
ただし、地上属性の攻撃に対してはどの行動も無条件で命中する。
- Aボタン…受ける。相手の攻撃を正面から受け止める。「地上属性」などの一部の霊撃を除くすべての攻撃に対して有効で、成功時は受けるダメージを軽減することができるほか、自身の「バランス」を整える効果もある。ただし、このコマンドを選んだ時点で、相手の攻撃が100%命中する。
- Bボタン…下ガード。相手のアッパーパンチ（下属性）と接触属性の攻撃に有効で、成功時は自身の回避率を上昇させる。
- X ボタン…上ガード。相手のストレートパンチ（上属性）と接触属性の攻撃に有効で、成功時は自身の回避率を上昇させる。
- Yボタン…かわす。飛び属性と伸び属性の攻撃に有効で、成功時は自身の回避率を上昇させる。接触属性の攻撃などには効果を発揮しない。

霊撃
下キーに対応。ゲージの溜まる速度は「最も遅い」。ボタンとの組み合わせと霊撃ゲージを消費することで各キャラクター固有の「霊撃」を繰り出すことができる。霊撃は相手を攻撃するものが主であり、相手に大ダメージを与えるものや相手の能力を低下させるものなどがある。キャラクターごとに霊撃の構成は違うものの、各ボタンごとに概ねの傾向というものは存在する。
- Aボタン…霊撃1。接触の傾向が強い。
- Bボタン…霊撃2。低燃費霊撃と地上の傾向が強い。特に地上はほとんどこのボタンに該当する。
- Xボタン…霊撃3。空中からの接触霊撃を除けば最大の威力を誇る。また、戸愚呂兄を除き、飛び系霊撃となっている。
- Yボタン…霊撃4。伸びと飛びの傾向が強い。

技
上キーに対応。ゲージの溜まる速度は「遅い」。ボタンとの組み合わせと技ゲージを消費することで各キャラクター固有の「技」を繰り出すことができる。技は戦いの補助を目的とするものが主であり、自分の能力を上昇させるものや体力を回復させるものなど様々な効果を持つ。また、全キャラクター共通の動作として「ジャンプ」がある。
- Aボタン…技1。闘志を燃やすパンチ力アップのほとんどはこのボタンに該当する。
- Bボタン…技2。霊力を高める霊力アップのほとんどこのボタンに該当する。
- Xボタン…ジャンプ。一定時間、空中に移動する。
- Yボタン…技3。闘気を高める闘気ゲージ速度アップ技はほぼ全てボタンに該当する。

#### 状態変化
即効と地上行動によって発生するもので、パンチや霊撃の性能が上がったり、技が使えなくなるなどの事態が起きる。基本的に状態変化は3ターン持続する。主に自分即効が自身の能力を底上げし、相手即効は相手を弱体化させる内容となっている。また、一部の状態変化は後出しで上書きすることも可能。
- パンチ力アップ…パンチの性能が上がる。この状態で完全先手で撃ちこめば霊撃相手でも直撃させられることもある。闘志を燃やす演出が多い。
- 防御力アップ…防御力が上がり、発動中は受けるダメージが大きく減る。
- 霊力アップ（ダウン）…霊撃の性能を上（下）げる。霊力アップ中の場合、一部のキャラクターの一部の霊撃の演出が変わることもあり、蔵馬のみ、一部の霊撃そのものが変化する。
- 闘気アップ（ダウン）…闘気ゲージの溜まるスピードが速（遅）くなる。
- キャンセル…地上以外の攻撃に当たっても無効化する（発動したらその時点で効果が消える）。この状態変化を与える即効は「相手の先手に合わせて出せば先に発動できる」という少々特殊な仕様がある。
- ジャンプ封じ…この状態変化にかかるとジャンプした時、少量のダメージと共に無条件でダウンする（同時に1ターンが経過する）。また、幻海の光浄裁ではかき消せない。
- 技封じ…この状態変化にかかると技が使えなくなる。無理に使おうとしても無行動として扱われ、1ターンが過ぎる。
- 持続ダメージ（回復）…この状態変化にかかると徐々に体力が削られ（回復す）る。回復は一部のキャラクターの技のみの状態変化で、発動が成立すれば自分に回復、相手にダメージの状態変化を同時に付与する。

## キャラクター
全18+1キャラクター。キャラクターの名前はゲーム中で使用されている表記。キャラクターの詳細は該当ページを参照。

### 最初から使用可能
幽助
本作品の主人公。能力のバランスが良く、霊撃の威力に優れる。技もシンプルなものが多いため比較的扱いやすいキャラクター。
ストーリーモードでは最初の二戦と戸愚呂弟戦で強制的に使うことになる。そのほかにゲーム後半、幽助が一時離脱し、復帰しても最後の一人にならない限り、最終バトル以外では使えなくなる。
桑原
自称・幽助のライバル。バリエーションに富んだ技と霊撃を持ち、持久戦を得意とする。ただし、攻撃力・防御力は低めでバランスも崩されやすい。
隠し霊撃「霊剣二刀流」「剣よ曲がれ!」を持つ。同キャラ対戦では専用のBGMが流れる。
蔵馬
植物を操る「妖狐」と呼ばれる妖怪。補助系の技を得意とするが、通常時のキャラクター性能は低く、攻撃力は最低クラス。ただし、技の成功率が最も高く、霊力アップ状態になると爆発的なパワーアップが可能。
隠し霊撃「魔界のオジギソウ召還」を持つ。同キャラ対戦では専用のBGMが流れる（ストーリーモードでの対蔵馬戦BGM）。
飛影
魔界の炎を操る「邪王炎殺拳」の使い手。全霊撃中最大の威力と霊撃消費量を持つ「邪王炎殺黒龍波」を使用可能。キャラクター自体の基本性能も高めだが、黒龍波以外の霊撃はすべて接触属性なので空中の相手には苦戦を強いられる。
隠し霊撃「妖剣16回斬り」を持つ。同キャラ対戦では専用のBGMが流れる（ストーリーモードでの対飛影戦BGM）。
幻海
霊光波動拳師範で、幽助の師匠。幽助とほぼ同じ技と霊撃を使用可能だが、攻撃力・防御力は低く霊撃消費量も多め。一方で返し技や相手を弱体化させる霊撃を持つテクニカルなキャラクター。また、光浄裁は相手の闘気ゲージ速度ダウンのほかに、発動時点で幻海に対してかけられたジャンプ封じ以外のデバフ効果を浄化してかき消す効果がある。
ストーリーモードでは常に覆面を取った状態で登場。また、ゲーム後半で戸愚呂弟に倒されて戦死し、使用不能になる。

### 追加キャラクター
朱雀
妖魔街住人「四聖獣」リーダー。原作やアニメとは違い、本作品では「魔界の牢屋を抜け出した指名手配中の極悪妖怪」という設定となっており、幽助および桑原と戦うことになる。
バランスの取れた性能を持つ。相手のジャンプを妨害する「朱雀様!」と地上技「暗黒走雷撃」の組み合わせが強力。
隠し霊撃「七獄暗黒雷光波」を持つ。
鈴駒
「六遊怪チーム」先鋒。攻撃力は低めだが、防御系の技や相手の技を封じる「犬の散歩」などの補助技も得意とする。一方で攻撃霊撃は2つの飛び道具しか持たず、最低ゲージが6以上ないと入らない。また、隠し霊撃「双妖妖（ダブル・ヨーヨー）」を持つ。
是流
「六遊怪チーム」中堅。バランスの取れた性能を持つ。鴉と同じ配置の霊撃コマンドであるが、ほとんどが飛び霊撃のため、返し技に弱いキャラクター。霊力アップ技「スミクズにしてやる！」使用時に全身が赤くなるのは、アニメでの演出を再現している。
酎
「六遊怪チーム」補欠。パワーとタフネスに優れた肉体派だが、回避率アップ技や返し技、妨害技などのトリッキーな技も持ち、攻守ともに隙がない。凍矢と同じ配置の霊撃コマンドであるが、消費霊力が若干異なる。
凍矢
「魔性使いチーム」次鋒。返し技や防御力アップ技などを持ち、防御面に優れるが、攻撃力は低い。酎と同じ配置の霊撃コマンドであるが、消費霊力が若干異なる。
陣
「魔性使いチーム」副将。パンチ力に優れ、全体的に能力が高く、かつ返し技も備わっているため、扱いやすいキャラクター。ほかのキャラクターより「ジャンプ」の滞空時間が長く、消費ゲージも少ない（陣のみ2、ほかは3）という特殊能力を持つ。
隠し霊撃「ダブル旋風拳」を持つ。
吏将
「魔性使いチーム」大将。防御系の技に優れるが、キャラクター性能は低め。ストーリーモードでは彼に勝利するとタンコブだらけでコミカルな効果音が鳴る。
死々若丸
「裏御伽チーム」副将。バランスの取れた性能を持つ。「死出の羽衣」や「魔哭冥獄葬」など相手を弱体化させる技に特化したキャラクター。ただし攻撃霊撃は2つしか持っていない。裏御伽チームの特徴として、2人とも消費霊力が最も低い霊撃を使える。
鈴木
美しい魔闘家・鈴木。「裏御伽チーム」大将。性能の低いキャラクターで、霊力アップ技も持たない。
ランダムで効果が変化する専用技「クラウンズイリュージョン」が最大の特徴。死々若丸と同じく「死出の羽衣」を使えるが、成功率が死々若丸より低い。
同キャラ対戦では専用のBGMが流れる（ストーリーモードで美しい魔闘家鈴木が登場するシーンで流れるBGM）。また、このBGM「いかすぞ!僕らの鈴木の唄」にはタイトルと歌詞が存在し、攻略本に掲載されている。
鴉
「戸愚呂チーム」先鋒。威力の高い強力な霊撃を多く持つ。是流と同じ配置の霊撃コマンドであるが、霊撃のほとんどが飛び道具のため、接触・伸び霊撃に対して先手を取りやすく、返されることもない。
武威
「戸愚呂チーム」次鋒。攻撃力に優れたパワーファイター。原作で飛影の黒龍波を跳ね返した技が「魔闘裂閃掌」の名前で、返し技として実装されている。
戸愚呂兄
「戸愚呂チーム」中堅。全体的な基本性能が低い上に霊力アップ技も持たないが、豊富な防御技に加え回復技も持っている。全キャラクター中唯一、飛び系霊撃を一切持たないキャラクター。
戸愚呂弟
「戸愚呂チーム」副将兼大将。最強の攻撃力と防御力を兼ね備えた、本作品のラストボス。攻撃霊撃は2つの飛び道具のみで最低ゲージが6以上ないと入らない。通常時の20% - 80%状態のほかに、隠しキャラクター扱いの100%状態も存在する。原作では80%で戦う幽助との戦いはゲームでは60%になっている。100%状態での同キャラ対戦では専用のBGMが流れる（戸愚呂100%戦のBGM）。

### その他
ストーリーモードや戦闘中に一定の条件で登場するキャラクターたち。
小兎
ストーリーモードの暗黒武術会編で登場。また、メニュー画面の上端に顔が表示されている。
樹里
ストーリーモードの暗黒武術会編で登場。また、メニュー画面の上端（小兎の反対側）に顔が表示されている。
瑠架
隠しモード「熱闘!激闘!!首くくり島!!!」のゲームオーバー画面で登場。
裏浦島
裏御伽チーム中堅。ストーリーモードの死々若丸戦の直前で登場。逆玉手箱で蔵馬を妖狐にしてしまう。原作と違い、妖狐に殺される。
妖狐蔵馬
ストーリーモードの死々若丸戦の直前で登場。
雪村螢子
幽助の幼馴染。幽助が体力回復アイテムを使うと登場する。ストーリーモードでも登場。
雪菜
飛影の妹。飛影と桑原が体力回復アイテムを使うと登場する。ストーリーモードでも登場。
南野志保利
蔵馬の人間の母親。蔵馬が体力回復アイテムを使うと登場。ストーリーモードでも登場。
ぼたん
霊界案内人。ストーリーモードと、随所で表示されるパスワード画面で登場。
プー
霊界獣。ストーリーモードと、随所で表示されるパスワード画面で登場。
コエンマ
エンマ大王の息子。オープニングで登場。
ムルグ
朱雀の手下の鳥。朱雀の技で相手のジャンプを封じる。ストーリーモードでは朱雀戦の戦闘前に「死ぬわ!あなた死ぬわよ!」と台詞を放つ。アニメとは異なり死亡はしないが、朱雀が倒された後は原作と同様で生死不明となる。
左京
戸愚呂チームのオーナー。ストーリーモードで登場。エンディングでは会場のある島を自分ごと爆破する。

## スタッフ
- 企画、制作：桜咲秀一
- 原作：冨樫義博（週刊少年ジャンプ連載）
- メインプログラマー：中P-3、内田まゆちゃん
- サブプログラマー：おーーすぎ、まきちゃん♡
- ビジュアルプログラマー：やまちょ、美しい技術屋・賀部、おーーすぎ、まきちゃん♡、EDA、中P（兄）
- 企画、演出：しましま〜、J・ビーノ
- 作画監督：わがちゃん
- 作画：くりすたる・K、ILLUSION、KAGURA、K・KUNIMI、くろちゃん
- 原画：NOVE
- デザインワークス：N・A、KOJI
- 音楽監督：ドナルドかわげん（川元義徳）
- 音楽：浩二麿（中川浩二）
- 録音：整音スタジオ
- 協力：集英社、スタジオぴえろ
- 製作総指揮：桜咲秀一

## 評価
ゲーム誌『ファミリーコンピュータMagazine』の読者投票による「ゲーム通信簿」での評価は以下の通りとなっており、23.5点（満30点）となっている。また、1998年に刊行されたゲーム誌『超絶 大技林 '98年春版』（徳間書店）では、「各キャラの技はアニメと同じで音声もバッチリ再現されている。テレビを見ている感覚で、バトルをすることができるぞ」と紹介されている。
| 項目 | キャラクタ | 音楽 | お買い得度 | 操作性 | 熱中度 | オリジナリティ | 総合 |
| 得点 | 4.2        | 3.7  | 3.7        | 3.9    | 3.9    | 4.2            | 23.5 |